# Symphyotrichum oblongifolium
Symphyotrichum oblongifolium (Aromatic Aster) es una especie de planta perteneciente a la familia de las asteráceas, originaria del este y parte central de los  Estados Unidos. Se encuentra en Kansas, Ohio,  norte de Illinois, sur de Illinois, y a orillas del río Misisipi y Río Illinois, así como en otras partes del centro de los Estados Unidos como, por ejemplo, en Misuri y otros lugares, incluido a lo largo del Río Ohio, desde Pennsylvania a Nebraska, Minnesota y Virginia.

## Descripción
Es una planta herbácea perennifolia poco común.

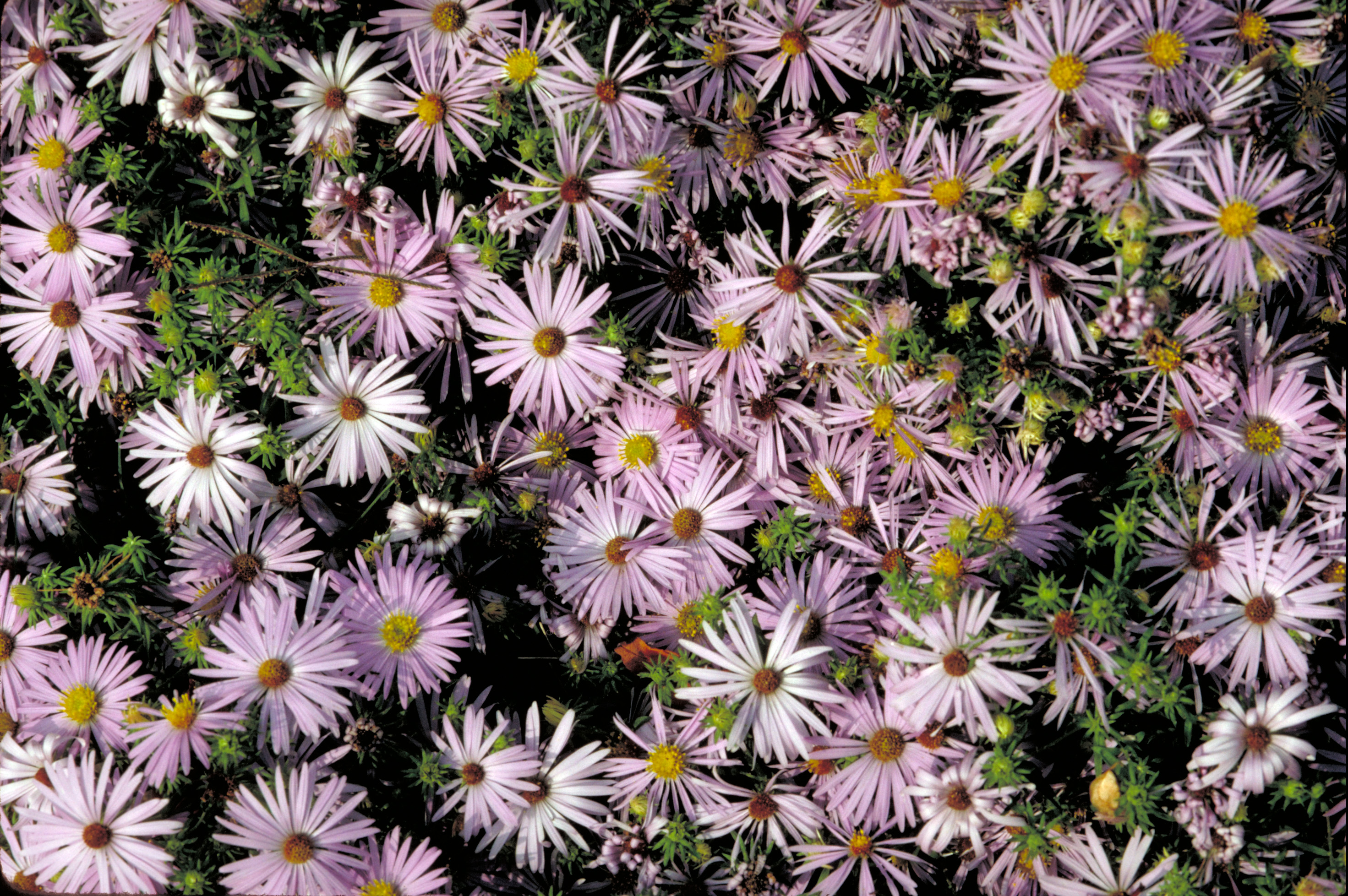
Aromatic Aster (Aster oblongifolius)

## Taxonomía
Symphyotrichum oblongifolium fue descrita por  Thomas Nuttall y publicado en Phytologia  77(3): 287. 1994[1995].
Sinonimia
- Aster graveolens Nutt.
- Aster kumleinii Fr. ex A.Gray
- Aster multiceps Lindl. ex DC.
- Aster oblongifolius Nutt.
- Lasallea oblongifolia (Nutt.)
- Virgulus oblongifolius (Nutt.) Reveal & Keener[8]